# Щеглов, Геннадий Константинович
Генна́дий Константи́нович Щегло́в (род. 23 марта 1928) — советский дипломат. Чрезвычайный и полномочный посол.

## Биография
- В 1967—1972 годах — советник посольства СССР в Индонезии.
- В 1972—1973 годах — сотрудник центрального аппарата МИД СССР.
- В 1973—1985 годах — сотрудник аппарата ЦК КПСС.
- С 12 июня 1985 по 22 июня 1988 года — чрезвычайный и полномочный посол СССР в Непале[1][2].

Почётный житель муниципального округа Фили-Давыдково.